# Mercato delle idee
Il mercato delle idee è un neologismo che riguarda la «comunicazione e scambio delle idee» intesi secondo il modello dell'economia liberista del libero mercato dove il confronto tra le merci fa prevalere le migliori per prezzi e qualità. Allo stesso modo la "libera concorrenza" applicata sul mercato delle idee farebbe emergere le idee migliori, quelle "vere".
Un mercato quello delle idee che attualmente, grazie anche alle nuove tecniche di comunicazione, ha assunto una dimensione globale dove si confrontano pubblicamente e liberamente «la scienza come attività istituzionalizzata, la giurisprudenza, l'esercizio della democrazia e il sistema educativo».

## Il mercato delle idee nella filosofia
La metafora del mercato delle idee viene accennata nella filosofia di John Milton nel suo lavoro Areopagitica del 1644 e anche nel libro di John Stuart Mill, On liberty del 1859. 
Milton sosteneva infatti che la restrizione del diritto alla libertà di parola non era necessaria perché «in un incontro libero e aperto», la verità avrebbe comunque prevalso. Lo stesso titolo della sua opera non a caso fa riferimento all'Areopago, quindi alla democrazia della polis greca dove ci si confrontava nella libera assemblea. 
Lo stesso principio liberale compare nel saggio fondamentale di John Stuart Mill, "On Liberty" o anche in Jeremy Bentham, «secondo i quali la concorrenza delle idee, così come la concorrenza del mercato, determina il meglio. Poiché tutte le verità sono verità parziali e non esistono verità assolute, dal confronto delle verità parziali viene fuori il progresso dell'umanità.»

## La religione nel libero mercato delle idee
Nella sesta delle Lettere filosofiche (1734) Voltaire aveva già intuito come il mercato delle idee alla stregua di ciò che avviene nel libero confronto finanziario della Borsa di Londra sia il fondamento della tolleranza religiosa e di una civile convivenza:
Richard Posner (1939), giurista ed economista statunitense, riprende il pensiero illuminista di Voltaire considerandolo nella dimensione globale che il mercato delle idee oggi presenta. Il confronto è così affollato di innumerevoli idee che un'idea è vera non perché sia tale ma solo perché tutti o la maggior parte dei "consumatori" la ritiene tale, (l'ha "comprata"). Se si volessero togliere dal mercato impedendone la divulgazione le idee impopolari o particolarmente ributtanti tramite l'intervento pubblico ciò causerebbe l'alterazione della costituzione democratica del mercato con il rischio di una dittatura del potere politico.
Il potere politico si è perciò incaricato di garantire il libero mercato delle idee religiose piuttosto che imporre una religione di stato o di proibire credenze incompatibili. In questo senso, si fornisce un fondamento logico per la libertà di religione.

## Applicazioni giurisprudenziali e cautele
La formula del mercato delle idee si ritrova nei pareri della Corte Suprema degli Stati Uniti d'America. Il primo riferimento al "libero scambio di idee" all'interno della "concorrenza del mercato" appare nel dissenso di giustizia di Oliver Wendell Holmes, nel Abrams contro Stati Uniti.
L'espressione letterale "mercato delle idee" appare per la prima in un parere favorevole del giudice William O. Douglas nella decisione della Corte Suprema degli Stati Uniti contro Rumely nel 1953: «Come gli editori di giornali, riviste o libri, questo editore offre per le menti degli uomini il mercato delle idee.»
La Corte nel 1962 nel caso Brandeburg v. Ohio riconobbe ai membri del Ku Klux Klan «la libertà di procedere nelle loro pratiche intimidatorie e diffamatorie verso specifiche minoranze purché, come nel caso in questione fossero state compiute in modo da non recare danno» (nel caso i riti erano stati eseguiti in una fattoria isolata»). In casi simili a questo appare chiara: